# Mark Noll
Mark Allan Noll (né en 1946) est un historien américain spécialisé dans l'histoire du christianisme aux États-Unis. Il est professeur-chercheur en histoire au Regent College, après avoir été professeur d'histoire Francis A. McAnaney à l'Université de Notre-Dame. Noll est un chrétien évangélique réformé et est désigné en 2005 par le magazine Time parmi les vingt-cinq évangéliques les plus influents d'Amérique.

## Biographie
Né le 18 juillet 1946, Noll est diplômé du Wheaton College (Illinois) (licence en anglais), de l'Université de l'Iowa (master en anglais), de la Trinity Evangelical Divinity School (master en histoire de l'Église et théologie) et de l'Université Vanderbilt (doctorat en histoire du christianisme). Avant de rejoindre Notre Dame, il enseigne au Wheaton College (Illinois) pendant vingt-sept ans, aux départements d'histoire et de théologie en tant que professeur McManis de pensée chrétienne. Pendant son séjour à Wheaton, Noll confonde (avec Nathan Hatch) et dirige l'Institute for the Study of American Evangelicals (ISAE), qui fonctionne de 1982 à 2014.
Noll est un auteur prolifique et nombre de ses ouvrages sont salués par la communauté universitaire. En particulier,The Scandal of the Evangelical Mind, un ouvrage sur les tendances anti-intellectuelles au sein du mouvement évangélique américain, est largement couvert par les publications religieuses et laïques. Il reçoit la Médaille nationale des sciences humaines dans le Bureau ovale des mains du président George W. Bush en 2006.
Noll, aux côtés d'autres historiens tels que George Marsden, Nathan O. Hatch et David Bebbington, contribue à une meilleure compréhension des convictions et attitudes évangéliques, passées et présentes, dans le monde et de répondre à la question : « L'Amérique est-elle une nation chrétienne ? ».
En 1994, il cosigne Evangelicals and Catholics Together, un document œcuménique qui exprime la nécessité d’une plus grande coopération entre les dirigeants évangéliques et catholiques aux États-Unis.
De 2006 à 2016, Noll est membre du corps professoral du département d'histoire de Notre Dame. Il remplace George Marsden, parti à la retraite, au poste de professeur d'histoire "Francis A. McAnaney" de Notre Dame. Noll déclare que son transfert à Notre Dame lui a permis de se concentrer sur moins de sujets que ses fonctions à Wheaton ne le lui permettaient.

## Travaux
- Mark A. Noll, John D. Woodbridge et Nathan O. Hatch, The Gospel in America: Themes in the Story of America's Evangelicals, Grand Rapids, MI., Zondervan, 1979 (ISBN 9780310372400, OCLC 04037003)
- The Bible in America: essays in cultural history, New York, Oxford University Press, 1982
- Eerdmans' handbook to Christianity in America, Grand Rapids, MI, Eerdmans, 1983 (ISBN 9780802835826, lire en ligne)
- Mark A. Noll, Between Faith and Criticism; Evangelicals, Scholarship and The Bible In America, Harper and Row, 1986 (ISBN 9780060663025, lire en ligne)
- Mark A. Noll, One Nation Under God: Christian Faith and Political Action in America, HarperCollins, 1988 (ISBN 9780060663032, lire en ligne)
- Mark A. Noll, Religion and American Politics: From the Colonial Period to the 1980s, Oxford University Press, 1989 (lire en ligne)
- ——— , Hatch, Nathan O, Marsden, George M., (1989). The Search for Christian America. Helmers & Howard.
- Enlightenment in the Era of Samuel Stanhope Smith, Princeton University Press, 1989
- Mark A. Noll, Princeton and the Republic, 1768-1822: The Search for Christian Religion and American politics : from the colonial period to the 1980s, New York, Oxford University Press, 1990
- Mark A. Noll, A History of Christianity in the United States and Canada, Grand Rapids, MI, Eerdmans, 1992
- Mark A. Noll, The Scandal of the Evangelical Mind, Grand Rapids, MI, Eerdmans, 1994
- Mark A. Noll, Seasons of Grace, Grand Rapids, MI, Baker, 1997
- Mark A. Noll, Turning Points: Decisive Moments in the History of Christianity, Grand Rapids, MI, Baker, 1997 (ISBN 9780801057786, lire en ligne)
- Mark A. Noll, American Evangelical Christianity: An Introduction, Blackwell Publishing Limited, 2000
- Mark A. Noll, Protestants in America (Religion in American Life), Oxford University Press, 2000
- Mark A. Noll, God and Mammon: Protestants, Money, and the Market, 1790-1860, Oxford University Press, 2001
- Mark A. Noll, The Old Religion in a New World: The History of North American Christianity, Grand Rapids, MI, Eerdmans, 2001
- Mark A. Noll, The Princeton Theology 1812-1921 : Scripture, Science, and Theological Method from Archibald Alexander to Benjamin Breckinridge Warfield, Grand Rapids, MI, Baker Academic, 2001
- Mark A. Noll, America's God: From Jonathan Edwards to Abraham Lincoln, Oxford University Press, 2002
- Mark A. Noll, The Work We Have to Do: A History of Protestants in America, Oxford University Press, 2002
- Mark A. Noll, The Rise of Evangelicalism: The Age of Edwards, Whitefield, and the Wesleys (A History of Evangelicalism), InterVarsity Press, 2004
- Mark A. Noll et Carolyn Nystrom, Is the Reformation Over? An Evangelical Assessment of Contemporary Roman Catholicism, Grand Rapids, MI, Baker Books, 2005
- Mark A. Noll, Christians in the American Revolution, Regent College Publishing, 2006
- Mark A. Noll, The Civil War as a Theological Crisis, University of North Carolina Press, 2006
- Mark A. Noll, What Happened to Christian Canada?, Regent College Publishing, 2007
- Mark A. Noll, The New Shape of World Christianity: How American Experience Reflects Global Faith, InterVarsity Press, 2009
- Mark A. Noll, God and Race in American Politics: A Short History, Princeton University Press, 2010
- Mark A. Noll et Carolyn Nystrom, Clouds of Witnesses: Christian Voices from Africa and Asia, InterVarsity Press, 2011
- Mark A. Noll, Protestantism: A Very Short Introduction, Oxford University Press, 2011
- Mark A. Noll, Jesus Christ and the Life of the Mind, Grand Rapids, MI, Eerdmans, 2011
- Mark A. Noll, From Every Tribe and Nation: A Historian's Discovery of the Global Christian Story, Grand Rapids, MI, Baker Academic, 2014
- Mark A. Noll, In The Beginning Was the Word: The Bible in American Public Life, 1492-1783, Oxford University Press, 2015
- (en) Mark Noll, America's Book: The Rise and Decline of a Bible Civilization, 1794–1911, Oxford University Press, 2022 (ISBN 9780197623466)